# Nigeria ai Giochi della XXVII Olimpiade
La Nigeria partecipò ai Giochi della XXVII Olimpiade, svoltisi a Sydney, Australia, dal 15 settembre al 1º ottobre 2000, con una delegazione di 83 atleti impegnati in otto discipline.

## Medaglie
| Medaglia | Atleta                                                                               | Sport             | Evento                         |
| -------- | ------------------------------------------------------------------------------------ | ----------------- | ------------------------------ |
| Oro      | Nduka Awazie Fidelis Gadzama Clement Chukwu Jude Monye Sunday Bada Enefiok Udo-Obong | Atletica leggera  | Staffetta 4×400 metri maschile |
| Argento  | Glory Alozie                                                                         | Atletica leggera  | 100 m ostacoli femminili       |
| Argento  | Ruth Ogbeifo                                                                         | Sollevamento pesi | 75 kg femminile                |

## Risultati

### Calcio
- Uomini

| Atleta | Classifica |                    |
| --- | --- | ------------------ |
| V · D · M Nazionale olimpica nigeriana · Calcio ai Giochi Olimpici Estivi 2000 1 Etafia · 2 Okunowo · 3 Babayaro · 4 Sunday · 5 Iyenemi · 6 Kanu · 7 Agali · 8 Igbinadolor · 9 Yakubu · 10 Oliseh · 11 Lawal · 12 Onwuzuruike · 13 Ikedia · 14 Kaku · 15 Okpara · 16 Okoronkwo · 17 Aghahowa · 18 Okoye · CT : Bonfrère | 8° |                    |
| Nazionale olimpica nigeriana · Calcio ai Giochi Olimpici Estivi 2000 | |                    |
| 1 Etafia · 2 Okunowo · 3 Babayaro · 4 Sunday · 5 Iyenemi · 6 Kanu · 7 Agali · 8 Igbinadolor · 9 Yakubu · 10 Oliseh · 11 Lawal · 12 Onwuzuruike · 13 Ikedia · 14 Kaku · 15 Okpara · 16 Okoronkwo · 17 Aghahowa · 18 Okoye · CT: Bonfrère                                                                                 | 1 Etafia · 2 Okunowo · 3 Babayaro · 4 Sunday · 5 Iyenemi · 6 Kanu · 7 Agali · 8 Igbinadolor · 9 Yakubu · 10 Oliseh · 11 Lawal · 12 Onwuzuruike · 13 Ikedia · 14 Kaku · 15 Okpara · 16 Okoronkwo · 17 Aghahowa · 18 Okoye · CT: Bonfrère | Nigeria (bandiera) |

- Donne

| Atleta | Classifica |                    |
| --- | --- | ------------------ |
| V · D · M Nazionale nigeriana femminile · Calcio ai Giochi Olimpici Estivi 2000 1 A. Chiejine · 2 Kudaisi · 3 Tarhemba · 4 Nkwocha · 5 Opara · 6 Ajayi · 7 Mbachu · 8 Nwadike · 9 Usieta · 10 Akide · 11 I. Chiejine · 12 Avre · 13 Okisieme · 14 Omagbemi · 15 Mmadu · 16 Iweta · 17 Egbe · 18 Chime · CT : Ismaila | 8° |                    |
| Nazionale nigeriana femminile · Calcio ai Giochi Olimpici Estivi 2000 | |                    |
| 1 A. Chiejine · 2 Kudaisi · 3 Tarhemba · 4 Nkwocha · 5 Opara · 6 Ajayi · 7 Mbachu · 8 Nwadike · 9 Usieta · 10 Akide · 11 I. Chiejine · 12 Avre · 13 Okisieme · 14 Omagbemi · 15 Mmadu · 16 Iweta · 17 Egbe · 18 Chime · CT: Ismaila                                                                                  | 1 A. Chiejine · 2 Kudaisi · 3 Tarhemba · 4 Nkwocha · 5 Opara · 6 Ajayi · 7 Mbachu · 8 Nwadike · 9 Usieta · 10 Akide · 11 I. Chiejine · 12 Avre · 13 Okisieme · 14 Omagbemi · 15 Mmadu · 16 Iweta · 17 Egbe · 18 Chime · CT: Ismaila | Nigeria (bandiera) |